# 尼杰尔·歌德里希
尼杰尔·蒂莫西·歌德里希（英語：Nigel Timothy Godrich，1971年2月28日—）是一位英国音乐制作人、音频工程师以及音乐人，以与电台司令的合作而闻名。他担任了乐队自《OK电脑》（1997）以来所有的录音室专辑的制作人，并像披头士乐队的制作人乔治·马丁那样拥有“乐队第六人”的名号。歌德里希与乐队主唱汤姆·约克在其个人作品中也有合作，同时还是原子和平乐队以及过激乐队的成员。与他合作过的音乐人及乐队还有贝克、保罗·麦卡特尼、U2以及R.E.M.等等。

## 早年
尼杰尔·歌德里希生于伦敦的威斯敏斯特，父亲是BBC的音效总监。他曾求学于伦敦北部的威廉·埃利斯学校。在那里，他结识了零7乐队的成员亨利·宾斯。原本受吉米·亨德里克斯以及弗兰克·扎帕影响而想成为吉他手的歌德里希，后来开始对音频工程感兴趣。他考入了音频工程学校。毕业后，歌德里希成为了“Audio One”录音室的一名底层工作人员，主要干一些“端茶倒水”的工作。
在Audio One关门后，歌德里希成为了拉克录音室（Rak Studios）的主扩调音师。他曾担任过约翰·莱基的磁带操作员，并与其一起制作了骑行乐队以及德尼姆乐队的专辑。1995年，歌德里希离开了拉克录音室，与宾斯创办了沙邦录音室（Shabang studio）一起制作电子舞曲。六个月后，他开始了与麦卡尔蒙特与巴特勒以及电台司令等主流乐队的合作。

## 与电台司令的合作（1994年至今）
歌德里希以他与电台司令的合作而闻名于世。他参与了乐队除了出道专辑《亲爱的派伯诺》以外所有录音室专辑的制作。莱基曾指派歌德里希担当电台司令1994年发行的EP《我的铁肺》中两首歌的工程师。他与乐队的合作生涯就此开始。乐队成员给他起了“Nihilist”的昵称，并对他的工作赞赏有加，认为他为乐队带来新的音效制作方向。他又继续担当电台司令第二张录音室专辑《善变》（1995）的工程师。莱基则是这张专辑的制作人。当莱基离开录音室出席社交活动时，乐队成员就与歌德里希一起在录音室里录制B面曲，其中的《黑星》（"Black Star"）后来也收入在专辑之中。1995年，歌德里希制作了乐队的慈善单曲《幸运》以及单曲《街上游灵（消失）》的B面曲《主教的教袍》（"Bishop's Robes"）以及《脱口秀主持人》（"Talk Show Host"）。
电台司令后来邀请歌德里希来担任他们的第三张录音室专辑《OK电脑》（1997）的制作人。他与乐队是在临时组建的录音室中完成的录音。由于没有老道的制作人以及唱片公司的监督，他们只能边学边做。这样的一个开放的录制过程最终带来一张大获成功的作品。在《卫报》2013年的专访中，歌德里希是这样说的：“《OK电脑》是我一生中的一件大事，因为我是第一次全权（负责专辑的制作）。那些睿智又有远见的人就只是告诉我‘做你想做的’。所以我也就拼尽全力，我们也做出了能够代表我们那时水准的东西来了。它也就那样的在那个时代楔入了些许印记。听众喜欢这个作品，我的一生也就此发生了改变。”自那开始，他就一直是电台司令音乐作品的制作人，并因《鹊贼篇》（2003）摘得“格莱美奖最佳非古典专辑策划”。对于乐队的第9张专辑《月形池》，歌德里希在《NME》杂志的专访中是这样说的：“这张专辑的制作对于我来说非比寻常。在制作过程中，我的父亲离开了我。因而我灵魂中的善的一面就活在这张专辑里。”
在CBC2006年的一篇专稿中，歌德里希与电台司令的这一长期合作被称作是“现代摇滚历史里乐队-制作人合作中最为惊心动魄的一例”。他也像乔治·马丁那样被冠以 “乐队第六人”的名号。歌德里希在2016年的一次专访中是这样描述他与电台司令这段合作经历的：“我也就能和电台司令这样的一个乐队合作这么多年。这是一段非常深厚的关系。披头士只能有一个乔治·马丁，任何其他制作人都不能中途切入他们的生涯之中。当所有的合作、信任以及彼此间的了解都被扔出窗外后，他们也就只能重头再来了。” 

### 与汤姆·约克个人的合作及原子和平乐队

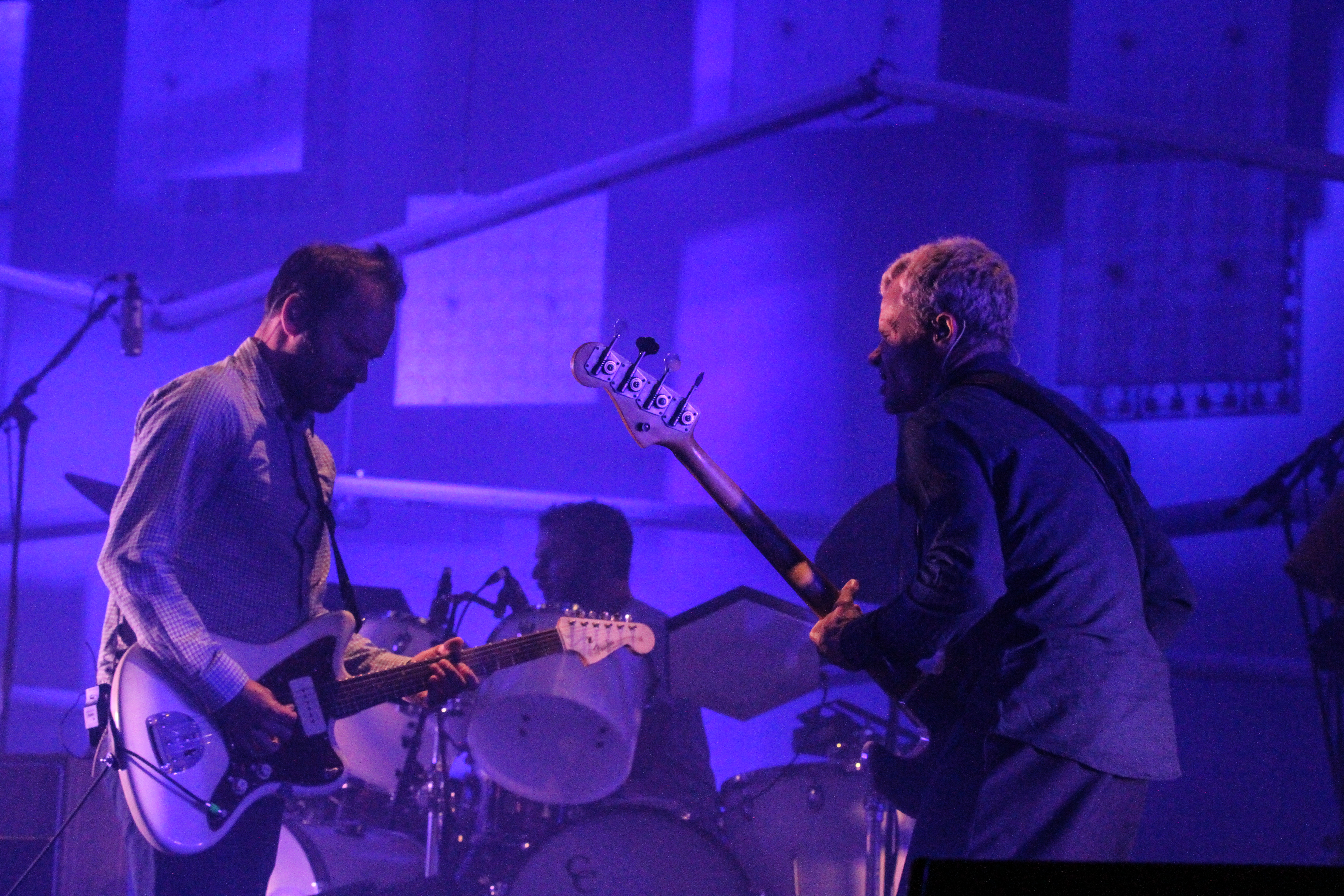
歌德里希（左）、乔伊·沃伦克（后）以及Flea以原子和平乐队名义于2014年参与的现场演出。

歌德里希还制作了电台司令主唱汤姆·约克的两张个人专辑《橡皮擦》（2006）以及《明日的摩登音乐盒》（2014）。约克后来是这样描述他与歌德里希的这段合作经历的：“（《橡皮擦》中的那首）《黑天鹅》用了六分钟扯闲篇的工夫也就完成了。除了其中一个地方让（歌德里希）不停返工，‘完成了那部分，其他也就无所谓了。’（其他歌曲）通常也就是那样（制作的）。”
2009年，为了表演《橡皮擦》中的歌曲，歌德里希与汤姆·约克邀请了红辣椒乐队的Flea、贝克与R.E.M.的鼓手乔伊·沃伦克以及黑暗中的福罗的打击乐器乐手毛罗·莱福斯科组建了原子和平乐队。2010年，乐队在北美进行了8场巡演。2013年2月，他们发行了专辑《Amok》。这张专辑也是由歌德里希制作的。随后他们又在欧洲、美国以及日本进行了巡演。

## 其他工作
在《OK电脑》获得成功后，歌德里希又参与了其他艺人专辑的制作。他曾为娜塔莉·安博莉亚的大热专辑《中间偏左》（1997）中大部分歌曲以及R.E.M.的《向上》（1998）混音。他还制作了人行道乐队最后一张专辑《惊恐暮光》（1999）。歌德里希与美国唱作歌手贝克也有几次合作。他参与制作的专辑包括《突变》（1998）、《沧海桑田》（2002）以及《情报》（2006）。前两张专辑，特别是《沧海桑田》，音效较为偏向流行/民谣歌曲，与贝克向来喜好的那种使用大量采样以及行云流水的曲风大相径庭。歌德里希还参与过特拉维斯商业成绩获得巨大突破的《那人》（1999）以及后续的《隐身乐队》（2001）与《无名男孩》（2007）的制作。
2001年，歌德里希为U2的单曲《向前》制作了一个重混版本。他还为法国电子乐团Air的两张专辑，《细说漫游》（2004）以及《袖珍交响曲》（2007）做了一些后续加工。2004年12月发行的《他们知道现在是圣诞节吗？》的20周年纪念版也是由他制作的。
2002年，鼓击乐团聘请歌德里希监制《仅此而已》后续专辑的录音。不过乐队成员由于觉得他做的音乐“了无生气”而中途解雇了他。他也曾受到乔治·马丁的举荐制作保罗·麦卡特尼的专辑《后院中的杂物与收成》（2005）。歌德里希解雇了麦卡特尼巡演时所使用的乐队，并要求麦卡特尼放弃里面的一些他个人觉得陈腐、滥情或是不够水准的歌曲。这张专辑后来得到包括年度专辑在内的多项格莱美奖提名，而歌德里希也因这张专辑得到“格莱美奖年度非古典制作人”提名。
2010年，歌德里希与贝克一起为电影《歪小子斯科特对抗全世界》配乐。这也是他首部电影配乐作品。2012年，歌德里希又与鼓手乔伊·沃伦克以及歌手劳拉·拜田森组建了过激乐队，并于该年的10月发布专辑。2015年，歌德里希在《星球大战：原力觉醒》中出镜，饰演帝国冲锋队中的一员。他还担任了红辣椒乐队的第十一张专辑《落跑》（2016）的混音。2016年，他还参与了罗杰·沃特斯的新专辑的制作。

### 自地下室（2006－2009）
2006年9月，歌德里希宣布正与制作人迪利·根特、詹姆斯·查兹以及约翰·伍尔科姆拍摄音乐系列片《自地下室》。拍摄地点设在伦敦的麥達維爾錄音棚。
这部系列片主要是去模拟没有主持人以及观众的现场表演。在Pitchfork Media的专访中，歌德里希是这样说的：“我们已经知道有很多人想要看这个节目。（但）这里我也就不提他们的名字了。我确实是想去拍摄那些偶像以及大人物，去拍摄那些正自得其乐的人们，试着去清晰记录他们所做的事情。”
歌德里希一开始想在《自地下室》中原原本本地记录音乐是如何制作的。但在英国老牌音乐节目《门卫爷爷们的口哨测验》的启发下，歌德里希打算进一步把它做成电视节目。尽管英国的电视台早期做了些报道，但由于没有赞助商，《自地下室》开始时没有在电视上播出。
当先行片仍在制作时，歌德里希只想把它做成线上节目。然而由于这种方式的营收不足以维持制作质量。制作人员只得求助国际电视网获得制作经费。
这部系列片后来终于得以在电视上放送。2007年12月1日，英国天空广播艺术频道在英国国内首播该部系列片，上演的是电台司令主唱汤姆·约克演唱的四首歌。美国首播则是2008年2月22日在Rave HD频道播出的。之后该片在2008年秋季于独立电影频道作为“自主”节目播出。
这部系列片的DVD于2008年11月3日发行。

## 参与制作的作品
| 发行年份 | 标题                           | 艺人                                          | 负责部分                                     |
| -------- | ------------------------------ | --------------------------------------------- | -------------------------------------------- |
| 1990     | 《丑闻》                       | 贾娜·南尼尼                                   | 工程师助手                                   |
| 1990     | 《调谐》（Tune In）                   | 静默蓝（The Silent Blue）                                    | 工程师、制作人                               |
| 1991     | 《迷信》                       | 苏克西与女妖                                  | 工程师助手                                   |
| 1992     | 《薇薇恩·麦科恩》              | 薇薇恩·麦科恩（Vivienne McKone）                             | 工程师助手                                   |
| 1993     | 《布法罗皮革商》（Buffalo Skinners）           | 大国乐队                                      | 工程师助手                                   |
| 1994     | 《光之狂欢节》                 | 骑行乐队                                      | 工程师                                       |
| 1994     | 《埃托尔》                     | 埃托尔（Heitor）                                    | 工程师                                       |
| 1994     | 《我的铁肺》                   | 电台司令                                      | 制作人、工程师                               |
| 1995     | 《善变》                       | 电台司令                                      | 工程师、制作人（Black Star）                 |
| 1995     | 《使命感》（Feeling Mission）                 | 司农大臣（Harvest Ministers）                                  | 工程师                                       |
| 1995     | 《彻头彻尾》（Totally）               | Tee                                           | 工程师                                       |
| 1995     | 《布斯与堕落天使》             | 蒂姆·布斯与安杰洛·巴达拉门蒂                  | 工程师                                       |
| 1996     | 《英法之人》（English and French）               | 跳虫乐队                                      | 工程师                                       |
| 1996     | 《太阳..!》                    | 太阳..!                                       | 工程师                                       |
| 1996     | 《麦卡尔蒙特与巴特勒之声》（Sound of..McAlmont & Butler） | 麦卡尔蒙特与巴特勒                            | 工程师、工程师助手、混音                     |
| 1997     | 《OK电脑》                     | 电台司令                                      | 调音师、录音技师（制作人）                   |
| 1997     | 《太阳银辉》                   | 太阳银辉                                      | 制作人、混音                                 |
| 1997     | 剽窃》                         | 火花乐队                                      | 工程师                                       |
| 1997     | 《中间偏左》                   | 娜塔莉·安博莉亚                               | 混音                                         |
| 1998     | 《突变》                       | 贝克                                          | 制作人、混音                                 |
| 1998     | 《苦痛中的姐妹》（Sisters in Pain）           | 牙买加乐队                                    | 工程师                                       |
| 1998     | 《试着吹口哨》                 | 尼尔·芬恩                                     | 重混、混音                                   |
| 1998     | 《向上》                       | R.E.M.                                        | 混音                                         |
| 1999     | 《你可仍感》                   | 贾森·福克纳                                   | 工程师                                       |
| 1999     | 《那人》                       | 特拉维斯                                      | 制作人、混音                                 |
| 1999     | 《惊恐暮光》                   | 人行道乐队                                    | 制作人                                       |
| 2000     | 《一号复制人》                 | 电台司令                                      | 制作人、工程师、混音                         |
| 2001     | 《向前》                       | U2                                            | 重混                                         |
| 2001     | 《失忆》                       | 电台司令                                      | 制作人、工程师                               |
| 2001     | 《隐身乐队》                   | 特拉维斯                                      | 制作人、混音                                 |
| 2001     | 《重生》                       | 神曲乐队                                      | 制作人                                       |
| 2002     | 《痘痕上的胭脂》               | 布拉柴维尔乐队                                | 制作人、混音、弦乐组、芬德-罗德斯琴          |
| 2002     | 《沧海桑田》                   | 贝克                                          | 制作人、工程师、混音、合成器、打击乐组、键盘 |
| 2003     | 《雷丁城》                     | Air与亚历山卓·巴利科                          | 混音                                         |
| 2003     | 《鵲賊篇》                     | 电台司令                                      | 制作人、录音师、混音、剪辑                   |
| 2004     | 《不在场的朋友》               | 神曲乐队                                      | 混音                                         |
| 2004     | 《无用英雄》                   | 贝塔乐队                                      | 混音                                         |
| 2004     | 《细说漫游》                   | Air                                           | 制作人、工程师、混音                         |
| 2004     | 《天崩之时》                   | 零7乐队                                       | 吉他、音效                                   |
| 2004     | 《他们知道现在是圣诞节吗？》   | Band Aid 20                                   | 制作人                                       |
| 2005     | 《后院中的杂物与收成》         | 保罗·麦卡特尼                                 | 制作人、吉他循环音效                         |
| 2005     | 《白种男孩》                   | 贝克                                          | 混音                                         |
| 2005     | 《不爱你的路》                 | 杰玛·海斯                                     | 混音                                         |
| 2006     | 《橡皮擦》                     | 汤姆·约克                                     | 制作人、混音、演奏、改编                     |
| 2006     | 《5:55》                       | 夏洛特·甘斯柏格                               | 制作人、混音                                 |
| 2006     | 《花园》                       | 零7乐队                                       | 原声吉他、工程师                             |
| 2006     | 《情报》                       | 贝克                                          | 制作人、工程师、混音、键盘、编程、音效       |
| 2006     | 《父亲奇怪的梦》               | 太阳银辉                                      | 重混                                         |
| 2007     | 《袖珍交响曲》                 | Air                                           | 制作人                                       |
| 2007     | 《无名男孩》                   | 特拉维斯                                      | 制作人                                       |
| 2007     | 《在彩虹中》                   | 电台司令                                      | 制作人、工程师、混音                         |
| 2008     | 《怪异情侣》                   | 格纳尔斯·巴克莱                               | 工程师、混音                                 |
| 2010     | 《开启》                       | The Hotrats                                   | 制作人、工程师、混音、附加乐器及音效         |
| 2011     | 《肢解树王》                   | 电台司令                                      | 制作人、工程师、混音                         |
| 2011     | 《超级对撞机/屠夫》            | 电台司令                                      | 制作人、工程师、混音                         |
| 2011     | 《每日邮报/楼梯间》            | 电台司令                                      | 制作人、工程师、混音                         |
| 2012     | 《不同的船》                   | 魔法降临                                      | 制作人                                       |
| 2012     | 《过激》                       | 过激乐队                                      | 作曲、工程师、混音、制作人                   |
| 2013     | 《Amok》                       | 原子和平乐队                                  | 制作人、编程                                 |
| 2014     | 《盛装》                       | 盛装乐队                                      | 混音                                         |
| 2014     | 《明日的摩登音乐盒》           | 汤姆·约克                                     | 制作人                                       |
| 2015     | 《Junun》                      | 什叶·本·楚尔、强尼·格林伍德、拉贾斯坦快车（the Rajasthan Express） | 录音师、工程师、混音                         |
| 2016     | 《月形池》                     | 电台司令                                      | 制作人                                       |
| 2016     | 《落跑》                       | 红辣椒乐队                                    | 混音                                         |

### 参与作曲
| 发行年份 | 歌曲                               | 艺人            | 专辑                               |
| -------- | ---------------------------------- | --------------- | ---------------------------------- |
| 1997     | 《她》（"She"）                         | 星期天乐队      | 《静止无声》                       |
| 2004     | 《快速拨号2号》（"Speed Dial No 2"）                | 零7乐队         | 《天崩之时》                       |
| 2006     | 《电影主题曲》（"Movie Theme"）                 | 贝克            | 《情报》                           |
| 2006     | 《列兵琼》（"Soldier Jane"）                     | 贝克            | 《情报》                           |
| 2006     | 《可怖号声/山崩/外骨骼》（"The Horrible Fanfare/Landslide/Exoskeleton"）       | 贝克            | 《情报》                           |
| 2006     | 《车队》（"Motorcade"）                       | 贝克            | 《情报》                           |
| 2010     | 《歪小子斯科特对抗全世界》电影原声 | 尼杰尔·歌德里希 | 《歪小子斯科特对抗全世界》电影原声 |